# Музыкант (фильм, 1992)
«Музыкант» (оригинальное название «El Mariachi») — малобюджетный испаноязычный фильм совместного американо-мексиканского производства, снятый Робертом Родригесом (одновременно выступившим как режиссер, сценарист, оператор и продюсер картины) и принесший ему первую международную славу. Фильм был снят всего за 7000 долларов и впервые представлен 15 сентября 1992 года на международном кинофестивале в Торонто. 26 февраля 1993 года фильм вышел в американском прокате, дистрибьютором выступила компания «Columbia Pictures», затратившая дополнительные средства на реставрацию картины и рекламную кампанию. «Музыкант» — первая часть так называемой «мексиканской трилогии» Роберта Родригеса, куда также входят фильмы «Отчаянный» (1995) и «Однажды в Мексике» (2003).
Фильм входит в Национальный реестр фильмов как «имеющий культурное, историческое и эстетическое значение». Этот фильм также признан Книгой рекордов Гиннеса, как фильм с самым низким бюджетом, когда-либо собравший в прокате 1 миллион долларов.

## Сюжет
Профессиональный убийца по прозвищу Азул бежит из тюрьмы в маленький мексиканский городок. Он жаждет отомстить наркобарону Маурицио (известному также как Моко), который подставил его. Азул всегда носит с собой оружие в чёрном кофре для гитары. В тот же городок в поисках заработка приходит бедный музыкант с гитарой в чёрном кофре. Моко узнаёт о побеге Азула и посылает нескольких своих людей, чтобы убить его. Люди Моко знают, что Азул — это человек в чёрной одежде с футляром для гитары, но и убийца, и мариачи одинаково хорошо подходят под это описание. Они нападают на музыканта и тот, обороняясь, убивает четверых. Музыкант ищет укрытия и заходит в бар девушки по имени Домино, который финансирует Моко. Домино и музыкант быстро привязываются друг к другу. Азул тоже заходит в этот бар выпить пива. Уходя, он по ошибке берёт не свой кофр. Музыкант понимает, что это тот человек, которого все ищут, и выбегает вслед за ним. Люди Моко рыщут по улицам и натыкаются на Азула. Они не знают его в лицо, поэтому сначала проверяют его футляр. Найдя там гитару, они отпускают Азула, который спешит обратно в бар. Тут приходит черёд музыканта, у него находят оружие, оглушают и везут домой к Моко. Но наркобарон видит, что это не Азул, и музыканта освобождают. Пока он спешит в бар, Азул уже договорился с Домино. Она будет изображать заложницу и Азул, прикрываясь ей, получит свои деньги и потребует освободить музыканта. Мариачи свободен, но Домино об этом не знает, он приходит в бар, но девушки уже там нет. Тогда музыкант берёт мотоцикл и спешит обратно к Моко. Азул прикрывается Домино и требует свои деньги, Моко обещает отдать их, как только Домино будет свободна. Девушка требует отпустить музыканта и ревнивый Моко понимает, что у Домино связь с мариачи. В ярости он стреляет в Домино, Азул теряет своё прикрытие, Моко убивает и его. В этот момент появляется музыкант. Моко поступает с ним по-другому — простреливает ему левую руку, губя мечты стать профессиональным мариачи. Объятый горем и гневом, музыкант поднимает револьвер Азула и выпускает все пули в Моко. Его люди, видя, что босс убит, уходят, оставив музыканта в живых. Тот забирает футляр от гитары с оружием Азула, садится на мотоцикл и уезжает.

## В ролях
- Карлос Галлардо (англ.) — Музыкант
- Консуэло Гомес — Домино
- Рейнол Мартинес — Азул
- Питер Маркуардт (англ.) — Маурицио «Моко»